# 305 TCN
305 TCN là một năm trong lịch La Mã.

## Mất
- Tần Huệ Văn hậu